# Pierre Montallier
Pierre Montallier, né en 1643, et mort le 15 octobre 1697 à Paris, est un peintre français.

## Biographie
Pierre Montallier est peintre ordinaire du Roy.
En février 1690, veuf de Marie L'Hoste, il épouse en secondes noces Antoinette Thuffé.
Il meurt à Paris en octobre 1697 à l'âge de 54 ans.